# Termas da Felgueira
Termas da Felgueira se localizam em Canas de Senhorim, no Município de Nelas, no Distrito de Viseu. As chamadas Caldas da Felgueira começaram a ser usadas no século XVIII para fins terapêuticos, e no XIX, com os resultados obtidos no campo dermatológico, as instalações termais começaram a ser erigidas. A captação de água é feita através da fonte termal histórica de Águas Frias e um furo de 63,5 metros de profundidade. As termas são indicadas para tratamento de afeções respiratórias, reumatismos, perturbações circulatórias periféricas e certas dermatoses.